# 新左翼
新左翼（英語：New Left），又称新左派，是一个使用广泛的政治术语，笼统地描述自20世纪60年代后在各国兴起的左翼意识形态，与先前存在的传统左翼有着或多或少的差别。“新左派”一词通常在不同国家的政治环境中都有着不同的定义。
在西方，新左派是一个广泛的政治运动，主要在20世纪60年代和70年代由西方世界的活动家组成，他们为一系列广泛的社会问题，如公民权利和政治权利、环境保护主义、女性主义、同性恋权利、性别角色以至毒品政策等社会议题的改革而进行活动。一些人认为新左派是对早期着重于辩证唯物主义和社会阶层的传统马克思主义和工会运动的反对性反应，而另一些人则认为新左派运动是传统左派目标的延续和复兴。其中一些自称为 "新左派 "的人拒绝参与劳工运动和马克思主义的阶级斗争历史理论，尽管其他派别倾向于他们自己对既定形式的马克思主义或列宁主义的看法，如美国的新共产主义运动（它借鉴了毛主义）或德语世界的。总的来说，西方的新左派与旧左派的不同之处在于，他们更关注文化问题而较少着墨于经济问题。

## 起源

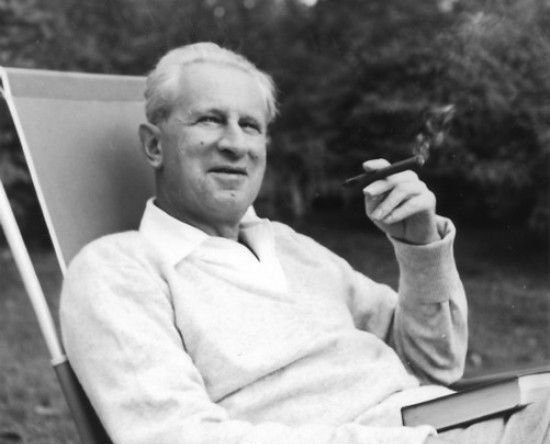
赫伯特·马尔库塞与法兰克福学派有关，被誉为“新左派之父”。

新左派的起源包括多方面的原因，而最主要的因素是美国共产党和英国共产党对1956年匈牙利革命的反应相当混乱，从而导致一些马克思主义知识分子发展出一种更民主的政治方式，并开始反对他们所认为的苏联式左派政党的集权和独裁政治，这些由于苏联式共产党的专制性质而对其感到失望的共产党人最终形成了“新左派”。
德国裔美国哲学家、社会学家和政治理论家赫伯特·马尔库塞被称为是“新左派之父”。他拒绝传统意义上的阶级斗争理论和马克思主义对劳动的关注，马尔库塞认为，既然“所有物质存在的问题都已经解决了，道德命令和禁令就不再有意义”。他认为实现人的情欲本性，即爱欲（Eros），是人类的真正解放，然而，马尔库塞也认为，一个人的逻各斯概念（如“理性”）也会随着时间的推移吸收爱欲。社会学家赖特·米尔斯在1960年的一封公开信中普及了 “新左派”一词，他的著作也给了这场运动很大的启发。米尔斯的传记作者丹尼尔-吉尔利写道，他的著作“对60年代的新左派社会运动产生了特别重大的影响”。

## 中國大陸的新左派
中国的新左派来源于20世纪90年代学术界“新左派”与“自由派”的论争，这二者在中国大陆语境中都是学术界论战中常用的意识形态标签。中国的“自由派”知识分子于1980年代形成与发展，其往往是古典自由主义者或新自由主义者，而中国的“新左派”这一名词往往被用来描述专注于研究後鄧小平時期城鄉差距的持續擴大，並呼籲對毛澤東時代的遺產（包括大躍進和文化大革命）進行批判性再評價以回應當前局勢的派别，如代表人物汪晖、胡鞍钢、楊帆、韩毓海、崔之元、甘阳、巩献田等。
由于中国大陆的现实情况，中国的新左派与西方的新左派存在较大差别且难以有一明确定义，中国新左派的思想大多介于毛主义、左翼民族主义、苏式社会主义和西方新左派之间。在人民民主专政体制下，中国的任何民间或学术“派别”都无法发挥其实际政治意义，因而有学者怀疑中国是否存在真正意义上的新左派，另有学者质疑中国的新左派具有保守主义成分。

## 日本的新左派
日本戰後的左派運動發端於1958年，學生群體扮演了重要角色。在韓戰爆發前，一些學運領導者已認為日本政府已淪為美國「戰車」的走卒，並準備與美國在東亞發動戰爭，當時的全國性學生組織「全學連」因而確立了「反帝和平鬥爭」的主軸。在1958年至1960年間，美日安保條約引發戰後日本社會運動的高峰，當時學生與工人、農人一起發動了抗爭。1960年6月19日，20萬人的反安保示威遭警方鎮壓，日本政府和國會強制通過美日安全保障條約，左派運動也暫趨消沉。
1966年，冷战社會主義陣營內部發生路線爭論，日本共產黨決定脫離所謂「中國路線」，同時積極與蘇聯修好。反對蘇聯路線的左派人士因此另起爐灶，發起所謂的新左派運動。
1968年至1970年間的第二次反安保運動帶來了新左派的另一高峰。在70年代，日本的新左派發動了反越戰、反美軍基地與成田機場等等抗爭，與政府的「機動隊」爆發多次衝突，造成許多學生被捕，甚至遭機動隊毆打致死的事件。另一方面，新左派內部出現了「赤軍派」、「ML派」（马克思列宁主义派）等主張激烈手段的派別。
然而此時新左派內部的分歧也愈演愈烈，派系林立，联合赤军引发了山岳基地事件、浅间山庄事件，日本赤军发动了淀号劫机事件等一系列事件，激进的学生运动迅速失去支持，使得日本新左翼日益脫離群眾與知識界，隨著越戰告終、中日建交與日本經濟的起飛，日本新左派進入了低潮時期。日本民間除原有的「社會主義協會」、「東京唯物研究會」等左翼學術團體在堅持活動外，山口勇等左翼人士於1988年成立了「社會主義理論協會」，廣松涉與飯田桃等人在90年代又成立了「論壇90」，其下分化為「結構改革派」與「市民派」。這些現象是蘇聯與東歐的劇變對日本思想界的衝擊所致。

## 英國的新左派
由於赫鲁曉夫對斯大林的批判及1956年匈牙利革命，許多英國共產黨黨員退黨，並加入各托洛茨基主義團體或英國工黨。
英國新左派聚焦於反核武運動與全球正義運動。一些英國新左派分子加入國際社會主義者組織，此組織即後來的英國社會主義工人黨，另一些人則參加諸如國際馬克思主義者群體之類的團體。托洛茨基主義者塔利克·阿里在其著作《Street Fighting Years》中述及了他當年參與新左派抗爭的情形。
馬克思主義史學家爱德华·帕尔默·汤普森在英國共產黨內發起異議刊物《Reasoner》。他在被開除黨籍後，開始從1957年起出版雜誌《New Reasoner》。此雜誌在1960年與《Universities and Left Review》合併為《新左派评论》。這些刊物試圖從正統馬克思主義出發，兼容修正主義、人道主義與社會主義的馬克思主義。由於他們的努力，即使是一名大學生讀者，也能觸及文化導向的理論家之想法。《新左派评论》普及了法蘭克福學派、安東尼奧·葛蘭西、路易·皮埃爾·阿爾都塞及其它各種形式的馬克思主義.。其它新左派雜誌尚有1964年起刊行的《社会主义年鉴》與1972年起刊行的《Radical Philosophy》。
隨著美國新左派在1960年代中晚期漸顯其校園導向，英國新左派的學生部份開始採取作為。倫敦政治經濟學院成為英國學生運動的中心。法國的五月風暴也對英國新左派產生強大影響。英国新左派中的一些人加入了后来成为社会主义工人党的“国际社会主义者”组织，而其他一些人则加入了国际马克思主义小组等团体。

## 美國的新左派

学生争取民主社会一份印刷于1966年的小册子

在美國，「新左派」泛指1960年代反文化运动时期的左翼激進政治運動，主體為大學生，其核心是1960年代的学生争取民主社会组织。此名源自社會學家赖特·米尔斯在1960年發表的一封公開信 《致新左翼的一封信》（Letter to the New Left）。米尔斯主张建立一种新的左派意识形态，摆脱美国老左派对劳工问题的关注（因为老左派在美国根深蒂固的领导层支持冷战和实用主义的建制政治），转而更广泛地关注反对异化、失范和专制主义等问题。米尔斯主张从传统左派转向反主流文化的价值观，并强调运动的国际视角。 根据戴维·伯纳的说法，米尔斯在当时声称，无产阶级（指马克思主义中的工人阶级统称）已经无法再成为革命力量；革命变革的新推动者是世界各地的青年知识分子。
1964-1965学年在加州大学伯克利分校校园内举行了一场名为言论自由运动的学生抗议活动，由学生马里奥·萨维奥、布莱恩·特纳、贝蒂娜·阿普特克、史蒂夫·韦斯曼、阿特·戈德堡、杰基·戈德堡等人非正式领导。在当时前所未有的抗议活动中，学生们坚持要求大学行政部门解除对校园政治活动的禁令，并承认学生的言论自由和学术自由的权利，特别是在此期间，马里奥·萨维奥发表了名为《机器的运作》的演讲，号召“你们必须向运行机器的人，向拥有机器的人表明，除非你们获得自由，否则机器根本无法工作”。
在冷战期间里，美国的政治人物多数都是采取反共主义的姿态，新左派宣称他们的主张是“反反共产主义”，但他们在大多数情况下也没有主动拥抱共产主义。新左派反對社會中無所不在的權力結構，他們稱之為「建制」，而反對這種結構者就稱為「反建制」。新左派專採積極行動主義的組織方式，不與產業工人結盟。許多新左派人士自認能發起一種較好的社會革命。
美國的一部分新左派思想家或多或少受到了越戰與文化大革命影響。一如英國新左派，他們也相信赫魯曉夫的批判點出了蘇聯的問題；不同之處在於：他們並未因此轉向托洛茨基主義或社會民主主義。許多美國新左派認為，既然蘇聯不再是無產階級世界革命的中心，須有新一代的共產主义革命思想家取代其位置——例如毛澤東、胡志明、菲德尔·卡斯特罗與格瓦拉。
美國新左派的其它成份還有無政府主義者，他們上承美國的激進左派傳統，並審視世界產業工人與先前的工聯運動。此群體以歷史期刊《激进美国》（Radical America）相聯繫，分成數個小群。美國的自治主义也源於這股潮流，例如馬克思主義經濟學者哈利·克利夫尔的主張。